# Claudie Haigneré
Pour les articles homonymes, voir Haigneré.
Claudie André, épouse Deshays puis épouse Haigneré, née le 13 mai 1957 au Creusot (Saône-et-Loire) est une scientifique, spationaute et femme politique française, présidente d'Universcience à Paris entre 2010 et 2015, puis, jusqu'en 2020, conseillère auprès du directeur général de l'Agence spatiale européenne. Elle est la première Française et Européenne non soviétique à être allée dans l'espace.

## Carrière

### Cursus
Claudie André obtient son baccalauréat à quinze ans, puis étudie la médecine. Rhumatologue, spécialiste en médecine aéronautique, elle obtient un doctorat en neurosciences sous la direction d'Alain Berthoz en 1992. Elle est en outre membre de l'Académie des technologies, du conseil scientifique de l'Office parlementaire d'évaluation des choix scientifiques et technologiques (OPECST), de l'Académie des sports et membre libre de l'Académie des sciences d'outre-mer.

### Travaux scientifiques et médicaux

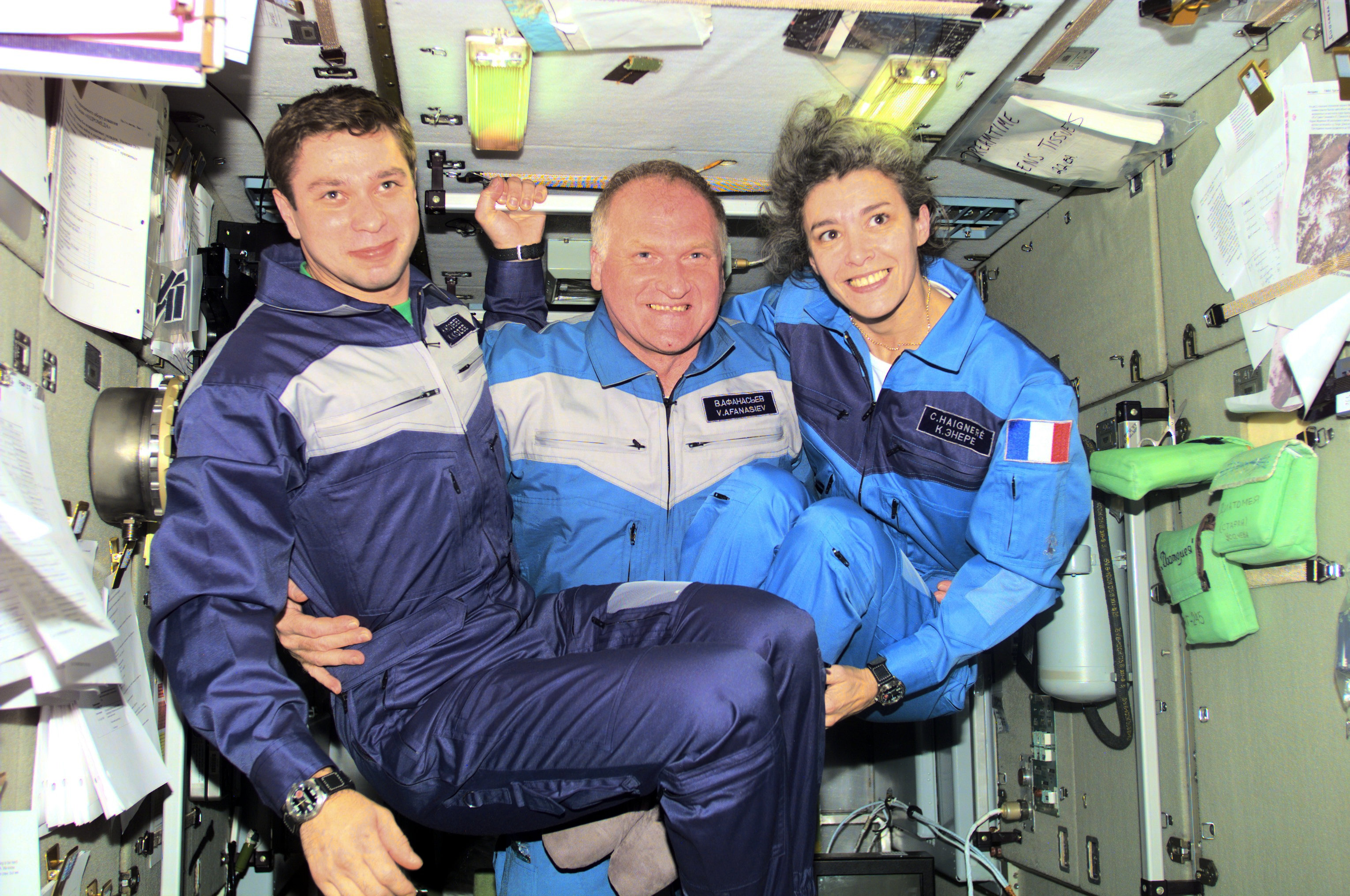
Konstantine Kozeïev, Viktor Afanassiev et Claudie Haigneré en 2001 à bord de la Station spatiale internationale.

Au sein de la clinique de rhumatologie du service de réadaptation de l'hôpital Cochin à Paris, Claudie exerce pendant huit ans une activité médicale. Pendant six ans, au Laboratoire de physiologie neuro-sensorielle du CNRS à Paris, elle prépare des expériences scientifiques dans le domaine de la physiologie humaine et effectue des recherches sur l'adaptation des systèmes sensori-moteurs en microgravité.
De 1990 à 1992, elle est responsable des programmes de physiologie et de médecine spatiale à la division « Sciences de la Vie » du CNES à Paris, participe aux orientations de la recherche spatiale dans ce domaine en étroite collaboration avec les laboratoires français et internationaux.
Elle assure, de 1989 à 1992, la coordination scientifique de la mission franco-russe Antarès pour les expériences des sciences de la vie.

### Astronaute
Après onze ans de sélection, Claudie commence le 17 août 1996 un vol de seize jours à bord de la station orbitale russe Mir dans le cadre de la mission franco-russe Cassiopée pour effectuer de nombreuses expériences médico-physiologiques, techniques et biologiques.
En mai 1998, elle rejoint la cité des étoiles comme spationaute suppléante pour la mission franco-russe Perseus qui débute, en février 1999, à bord de Mir. Elle suit un entraînement complet d'ingénieur de bord de la station et de cosmonaute sauveteur de vaisseau Soyouz.
En novembre 1999, elle est intégrée à l'Agence spatiale européenne (ESA) et rejoint le Corps européen des astronautes à Cologne en Allemagne.
En janvier 2001, elle rejoint à nouveau la cité des étoiles pour un entraînement de neuf mois pour la mission Andromède. Première spationaute française à voler à bord de la Station spatiale internationale (ISS), Claudie Haigneré, ingénieur de bord no 1, réalise un programme expérimental dans les domaines de l'observation de la Terre, de l'étude de l'ionosphère, des sciences de la vie ainsi que des sciences de la matière.

### Politique
En juin 2002, Claudie Haigneré intègre le deuxième gouvernement de Jean-Pierre Raffarin au poste de ministre déléguée à la Recherche et aux Nouvelles technologies. En mars 2004, elle devient ministre déléguée aux Affaires européennes du troisième gouvernement Raffarin.

### Direction d'Universcience

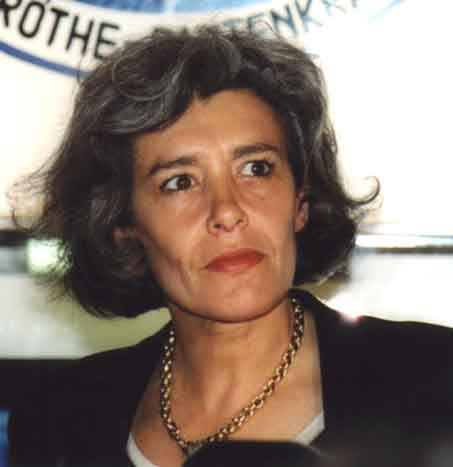
Claudie Haigneré en 2002.

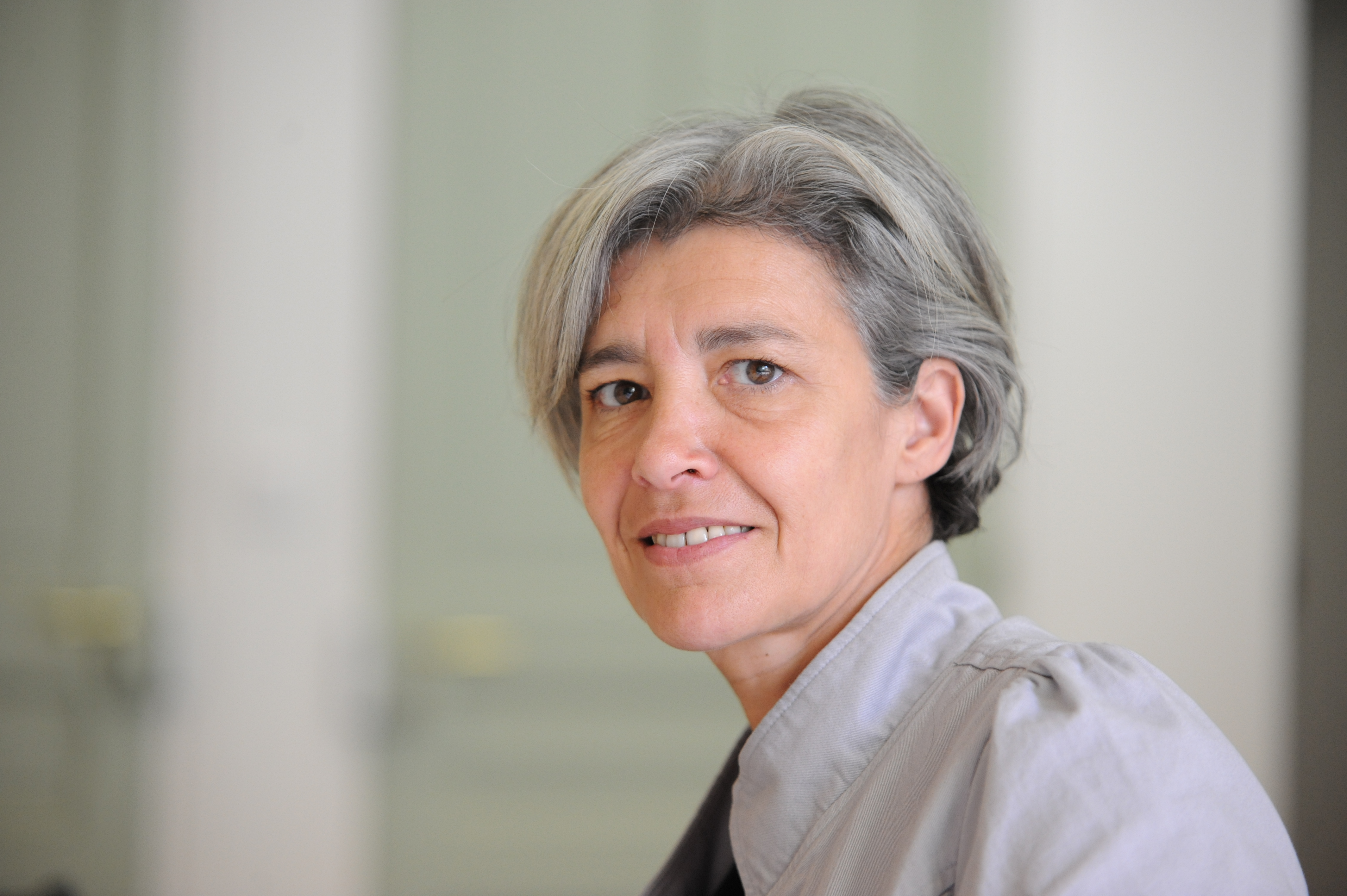
Claudie Haigneré, le 22 juillet 2009 à Paris.

Le 4 décembre 2009, Valérie Pécresse, ministre de l'Enseignement supérieur et de la Recherche, et Frédéric Mitterrand, ministre de la Culture et de la Communication, nomment Claudie Haigneré administratrice provisoire du nouvel établissement public issu du rapprochement entre le Palais de la découverte et la Cité des sciences et de l'industrie appelé « Universcience »,.
Elle est ensuite conseillère auprès du directeur général de l'ESA, puis, afin de prendre son poste à la tête d'Universcience, elle est mise à disposition par l'ESA.
Un article du Canard enchaîné mentionne son salaire de 21 000 €/mois, ainsi que des rémunérations complémentaires liées à ses mandats d’administratrice de fondations : « elle a pu conserver son statut international dérogatoire, et donc échapper au régime fiscal français. Selon les calculs de Bercy, le manque à gagner pour le fisc s'élèverait à près de 50 000 euros annuels », indique Le Canard. De plus, « Claudie Haigneré cumule cette fonction publique avec des postes d'administratrice (rémunérée) à France Télécom, Sanofi et dans de nombreuses fondations comme Lacoste et L'Oréal… au motif que toutes ces entités font la promotion de la science auprès des jeunes ».
En 2015, elle retourne à l'ESA.

## Mandats sociaux
- Administratrice du groupe pharmaceutique Sanofi depuis 2008 (terme du mandat en 2016)[9]
- Administratrice de la Fondation L'Oréal[10]
- Administratrice de la Fondation CGénial[9]
- Elle a également été administratrice de La Géode, France Télécom, la Fondation de France, la Fondation Lacoste, l'École normale supérieure, le Campus Condorcet et le PRES Hautes-Études-Sorbonne-Arts-et-Métiers.
- Marraine de Des Ailes pour la Science[11],[12]
- Marraine de SpaceBus France
- Marraine de la Fondation Van Allen
- Membre d'honneur de l'Académie de l'Air et de l'Espace (1997)[13]
- Membre du comité d'honneur de La Fondation droit animal, éthique et sciences (LFDA)[14]
- 2010-2015 : Présidente d'Universcience[9]
- avril 2015 : Conseiller auprès du Directeur général de l'Agence spatiale européenne.
- 2016 : Présidente de l'Association Solidarité Défense.

## Décorations et distinctions

### Décorations
- Grande officière de la Légion d'honneur en 2011[15]
- Grand-croix de l'ordre national du Mérite en 2023[16]
- Médaille de l'Aéronautique[8]
- Croix de commandeur de l'ordre du Mérite[8]
- Ordre du Courage (Russie)[17]
- Ordre de l'Amitié des peuples[18]
- Ordre de l'amitié[19]
- Médaille pour le Mérite[20]

### Distinctions
Claudie Haigneré a été faite docteur honoris causa de plusieurs institutions :
- école polytechnique fédérale de Lausanne (2003) ;
- faculté polytechnique de Mons (septembre 2008) ;
- université Beihang à Pékin ;
- université catholique de Louvain (2019)[21].

En 2002, elle est élue à l'Académie des technologies. Elle est également membre de l'Académie des sports et de l'Académie de l'air et de l'espace et depuis 1996, marraine de la cité de l'espace à Toulouse.
Par ailleurs, le nom de Claudie Haigneré a été donné à la promotion 2003 de l'INSA de Strasbourg, à la promotion 2018 de l'ENSTA Bretagne, et à la promotion 2019 de l'École nationale supérieure de cognitique.

### Lieux
Le nom de Claudie Haigneré a été donné à plusieurs lieux :
- à l'école élémentaire de la commune de Sainte-Catherine-lez-Arras (Pas-de-Calais) lors de son inauguration en sa présence le 27 mars 2010 ;
- au groupe scolaire de la ville de Châtellerault (Vienne inauguré le 26 novembre 2013 également en sa présence ;
- au collège de Freyming-Merlebach (Moselle), ouvert le 1er septembre 2014[25] ;
- au collège de Rouillac (Charente) ;
- au collège de Rochefort-du-Gard (Gard) ;
- au groupe scolaire du quartier du Bois à Hérouville Saint-Clair (Calvados), le 17 septembre 2018;
- au lycée professionnel de Blanzy (Saône-et-Loire) ;
- au groupe scolaire de Cugnaux (Haute-Garonne), inauguré en septembre 2018 ;
- au bâtiment de direction de l'ENSTA Bretagne, inauguré le 8 février 2023 par Emmanuel Chiva, délégué général pour l'armement.
- au groupe scolaire de la ville Brétigny-sur-Orge (Essonne), le 1er septembre 2023
- à l'un des campus de l'IMT Mines Alès, inauguré le 19 novembre 2024 par Assia Tria, directrice de l'École nationale supérieure des mines d'Alès[26] ;
- à une résidence universitaire à Lyon, inaugurée en 2022[27] ;
- à un groupe scolaire de la ville d'Asnières-sur-Seine inauguré le 28 mars 2025.

Son nom a également été attribué à plusieurs rues et voies :
- une rue à Claira (Pyrénées-Orientales), Châteaubernard (Charente), Franqueville-Saint-Pierre (Seine-Maritime) et Hennebont (Morbihan)
- une allée à Lardy (Essonne) et Villejuif (Val-de-Marne)

## Vie privée
Claudie Haigneré a d'abord été mariée à Paul Deshays professeur agrégé d'éducation physique et sportive. Depuis mai 2001, Claudie Haigneré est l'épouse du spationaute Jean-Pierre Haigneré.

## Publications
- En collaboration avec Yolaine de la Bigne, Une Française dans l'espace, Plon, 1996, 2001.
- Andromède / carnet de bord, PEMF, 2002.
- Lettre à tous ceux qui aiment l'école : pour expliquer les réformes en cours / Luc Ferry. Où voulons-nous aller ? / Xavier Darcos. Demain, la science / Claudie Haigneré, O. Jacob : SCÉREN-CNDP, Paris, 2003.
- Plaidoyer pour réconcilier les sciences et la culture, Éd. le Pommier, Universcience éd., Paris, 2010.

### Préfaces
- Martine Gay, Michel Poirieux, La liberté d'être au féminin, Librairie de Médicis, Paris, 2002.
- Association francophone des utilisateurs du Net, de l'e-business et de la société en réseau, E-transformation / AFNET, coll. « Les fondamentaux de la société de l'information » no 1, AFNET, Paris, 2002.
- Stéphane Nicolaou, Élizabeth Mismes-Thomas, Aviatrices / un siècle d'aviation féminine française, Altipresse ; Musée de l’air et de l’espace, 2004.
- Maryse Barbance, De l'école polytechnique féminine à l'EPF, école d'ingénieures / le témoignage d'ingénieures pionnières : 1925-2005, 80 ans d'histoire, Eyrolles, Paris, 2005.
- Philippe Collot, 50 ans d'aventure spatiale / CNES, Centre national d'études spatiales, éd. M. Lafon, Neuilly-sur-Seine, 2007.
- Collectif, Objectifs Terre [Texte imprimé] : la révolution des satellites, Éd. le Pommier, Cité des sciences et de l'industrie, Paris, 2009.
- Collectif, Sciences & science fiction, Universcience : Éditions de la Martinière, Paris, 2010.
- Jean-Claude Seys, Gagnants et perdants ou Les challenges de la réussite, Presses universitaires de France, Paris, 2011.
- Arlène Ammar-Israël et Jean-Louis Fellous, L'exploration spatiale / au carrefour de la science et de la politique, CNRS éd., Paris, 2011.
- Guellen et François Taris, De la Terre aux étoiles. Le soleil et ses planètes, Le sablier jeunesse, Forcalquier, 2012.
- Pierre-François Mouriaux, Philippe Varnoteaux, Alexandre Ananoff, l'astronaute méconnu, Ed2A, Vendres, 2013.
- Claire Lauzol, Anne-Marie Jonquiere, Les expert(e)s dans l'entreprise, Maxima, 2015.